# Тінахо
Тінахо (ісп. Tinajo) — муніципалітет в Іспанії, у складі автономної спільноти Канарські острови, у провінції Лас-Пальмас, на острові Лансароте. Населення — 5655 осіб (2010).
Муніципалітет розташований на відстані близько 1550 км на південний захід від Мадрида, 200 км на північний схід від міста Лас-Пальмас-де-Гран-Канарія.
На території муніципалітету розташовані такі населені пункти: (дані про населення за 2010 рік)
- Ель-Кучильйо: 503 особи
- Манча-Бланка: 757 осіб
- Ла-Санта: 771 особа
- Тінахо: 2858 осіб
- Ла-Вегета: 766 осіб

## Демографія
Динаміка населення (INE ):

## Галерея зображень

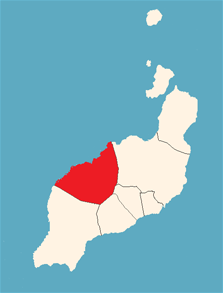
Розташування муніципалітету на острові Лансароте